# لغة روثينية
اللغة الروثينية هي لغة بائدة والتي كانت عبارة عن مجموعة من الألسن من أسرة اللغات السلافية الشرقية تحدث بها الناس في دوقية ليتوانيا الكبرى وفي وقت متأخر في المناطق السلافية الشرقية من الكومنولث البولندي الليتواني. يعرف النمط المكتوب من هذه اللغة عند اللغويين الليتوانيين باسم «سلافونية الأرشيف» Chancery Slavonic.
لا يوجد اتفاق بين الباحثين فيما إذا كانت اللغة الروثينية لغة مستقلة بحد ذاتها أو أنها لهجة غربية من السلافية الشرقية القديمة، إذ أن الأخيرة كانت هي اللغة المتداولة في خقانات روس بين القرنين العاشر والثالث عشر. يمكن النظر إلى اللغة الروثينية على أنها لغة سالفة للغات اللاحقة البيلاروسية والروسينية والأوكرانية.

## اقرأ أيضاً
- روثينيا